# ツガイケカビ
ツガイケカビ Zygorhynchus はケカビ目の菌類の一つ。多くは土壌から出現し、よく接合子を作る。配偶子嚢に二形があるのが特徴である。

## 概説
この属は1903年にVuilleminによって立てられたもので、胞子嚢形成による無性生殖と接合子形成の様子からケカビ目と見なされ、また配偶子嚢接合にあずかる配偶子嚢に明確な二形があることで他の属と区別できるものと認められてきた。1959年にヘッセルチンらがモノグラフを書いたが、この時点までに17の種と変種が記載されており、彼らはそれを整理して6種1変種のみを認めた。この後、2種が追加された。
ツガイケカビは大型の胞子嚢を形成し、その中に多数の胞子嚢胞子を作る。その形態はケカビ属とほぼ同じであり、無性生殖器官の特徴ではこの2属は区別できない。他方、胞子嚢柄の側面から枝を出し、そこに接合胞子嚢を形成する。全ての種が自家和合性である。

## 特徴
この属に共通する特徴は以下の通り。
よく発達した菌糸体を形成する。コロニーは灰色から、次第に黄色みを帯びる。気中菌糸を出す。菌糸は隔壁のない多核体で、滑らかな表面の厚膜胞子を作る。
胞子嚢柄は単独かまとまって出て、不規則に分枝し、その上に胞子嚢と接合胞子嚢の両方をつける。胞子嚢は球形で多くの胞子を納め、外側の壁はとろけるかバラバラに壊れて胞子を放出する。胞子嚢の内側には様々な形の柱軸があり、アポフィシスはない。胞子嚢壁は時にカラーのような形で残る。
胞子嚢胞子は小さくて、輪郭は滑らかか、多少凹凸がある。無色か、集団では灰色を帯びて見える。
接合胞子嚢は典型的には胞子嚢胞子を生じる胞子嚢柄の側枝に生じ、希にはそれ以外の菌糸に生じるが、いずれにしても基質より上で生じる。配偶子嚢は著しい二形を示す。菌糸先端には小さな配偶子嚢を生じ、その基部で菌糸との間に隔壁を生じる。大きい方の配偶子嚢はその直下の側面から生じる。この両者が接合して生じる接合子嚢は、成熟すると表面に凹凸のある厚い壁を生じ、褐色から黒く色づき、全体はほぼ球形か、やや扁平になる。それを支える柄は二形で、小さい方は細くてほぼ真っ直ぐ、大きい方は太くて大きく曲がる。自家和合性。

## 生態
腐生菌。通常の培地で培養が可能である。
土壌から分離されることが多い。土壌中では広く見られるもので、往々にして、かなり深い土中からも分離される。

## 分類
この属は当初からケカビ目と認められた。さらに無性生殖の構造はケカビ属にごく似ており、有性生殖器官は配偶子嚢に二形がある点は独特であるが、それ以外の特徴に関してはケカビに似ていることから、ケカビ属にごく近縁なものと考えられ、当然のようにケカビ科に所属させた。しかしながらこのような観点からの分類体系が真の類縁関係を反映していないことが分子系統の情報などから明らかにされている。そんな中でも、これをケカビ科とする扱いもあるが、便宜的なものである。
他方で生化学的な情報からこの属がディクラノフォラ Dicranophora などに共通性があるとの結果が出された。ディクラノフォラはキノコに寄生するカビで、大きな胞子嚢と小胞子嚢をつけ、通常の培地でも培養できるため、条件的寄生菌とされている。この菌は同様に条件的寄生菌であるフタマタケカビ Syzygites やタケハリカビ Spinellus 、およびスポロディニエラ Sporodiniella と共にディクラノフォラ科 Dicranophoraceae とすることがあった。そこにこの属が近いという可能性が示唆されたことになる。さらに分子系統の情報がそれを支持したことから、本属はこの科に含まれる説が浮上した。
そのためこの科の中でこの属は形態的にも生態的にもかなり異質の存在となっている。この属を含めた場合のディクラノフォラ科の定義は、従って従来そこに含まれた四属の共通する特徴と、それにツガイケカビの特徴を並立させたような形になっている。

### 下位分類
現在認められているのは以下の8種である。
Zygorhynchus
- Z. exponens
  - Z. exponens var. smithii
- Z. californiensis
- Z. macrocarpus
- Z. heterogamus
- Z. japonicuc
- Z. moelleri
- Z. multiplex
- Z. psychophilus

Hesseltine et al.(1959)では Z. moelleri を凡世界的に分布する最も普通な種であるとしている。この種は日本でも知られ、広く分布するものと考えられている。また、Z. japonicus も日本から知られている希少種である。